# Bad Sector
Bad Sector — экспериментально-концептуальный проект итальянского музыканта и исследователя Массимо Магрини (итал. Massimo Magrini; род. 1966, Лукка, итальянский регион Тоскана), использующего в творчестве свои инженерные достижения (Магрини занимается проблемами аналоговой электроники и обработки цифровых сигналов в Пизанском университете, имеет учёную степень), звуки необычного технологического происхождения и ритуально-религиозные идеи.

## История
Проект Bad Sector появился в 1992 году и изначально задумывался как исследования различных способов использования технологий, в частности технических достижений академии CNUCE/CNR, в сфере искусства. Название проекта пришло в буквальном смысле с экрана монитора, это сообщение, которое Магрини видел довольно часто, постоянно работая с дискетами. С самого начала Bad Sector работал с различными видами искусства — видео (в том числе интерактивное), фотографии, компьютерная поэзия — однако основной сферой его деятельности была музыка. Также, при невозможности создания необходимых концептуальных структур обычными методами, создавались собственные программы для использования в записи и представлениях. В проведении концертов, а также в некоторых концептуальных мультимедийных работах, Магрини иногда помогают ещё два человека: Mary6 и LeO.
Первая запись Bad Sector увидела свет в 1994 году — это был магнитоальбом «Ze», часть которой стала основой дебютного CD «Ampos» (1995), а другая часть затем была переиздана на CD-R издании «Transponder» (1999). С тех пор практически каждый новый альбом выходил на новой студии и ограниченным тиражом. У каждого альбома есть своя концепция. Например, «Dolmen Factory» (1998) описывал взаимосвязь между вселенной и человеческой жизнью: когда человек умирает, с его разумом умирает целая Вселенная, и альбом представляет собой несколько таких вымышленных «умерших Вселенных» (дольмены — древние каменные монументы). «Ampos», в свою очередь, стал мрачным размышлением на религиозные темы, в котором названия треков есть «имена бога», выхваченные из бесконечного перечисления, кусочек которого представлен на последней композиции.
Студийные записи Bad Sector основаны на итерационных палитрах, структура которых базируется на шаблонах, созданных при анализе ритуальной и религиозной музыки. В эти очень глубокие и тёмные звуки внедряются специально записанные или созданные семплы, такие как звуки эхокардиограмм («Dolmen Factory»), записи радиопередач со спутников («Plasma») и военных объектов («The Harrow»), продукт работы программы по генерации фонем («Ampos») и многое другое. Последний трек, «Remote», был записан на основе данных искусственного спутника Сатурна «Кассини-Гюйгенс».

## Дискография
| Год  | Альбом                                                        | Формат оригинального издания                              | Лейбл оригинального издания | Переиздания |
| ---- | ------------------------------------------------------------- | --------------------------------------------------------- | --------------------------- | --- |
| 1994 | Ze                                                            | Кассета                                                   | Slaughter Productions       | Не переиздавался |
| 1995 | Ampos                                                         | CD                                                        | God Factory                 | Переиздавался на CD лейблом Power & Steel два раза: в 2002 и 2012 году |
| 1996 | Dolmen                                                        | 7"                                                        | Drone Records               | Переиздавался этим же лейблом на том же носителе в 1998 году |
| 1996 | Vacuum Pulse (совместно с Contagious Orgasm)                  | Кассета                                                   | Old Europa Cafe             | Переиздавался на CD этим же лейблом в 2000 году |
| 1997 | Pressurized Music                                             | Кассета                                                   | Freedom From                | Не переиздавался |
| 1998 | Dolmen Factory                                                | Кассета                                                   | Soffitta Macabra            | Переиздавался два раза на CD: лейблом Membrum Debile Propaganda в 2000 году и лейблом Faria Records в 2008 году |
| 1998 | Jesus Blood                                                   | 10"                                                       | Power & Steel               | Не переиздавался |
| 1998 | Polonoid                                                      | CDr + Floppy Disk 3.5                                     | Bastet Recordings           | Переиздавался этим же лейблом на CD в 2001 году, а также, тоже в 2001 году, лейблом Tantric Harmonies в двух видах: в виде отдельного CD и в виде издания CD + CD-R (Издание называлось BadBox и помимо Polonoid в него входил ещё бонусный диск: Damages Report) |
| 1998 | Plasma                                                        | CD                                                        | Old Europa Cafe             | Не Переиздавался |
| 1999 | Transponder                                                   | CD-R                                                      | Blade Records               | В 2001 году этим же лейблом снова издавался на CD-R, а в 2011 году переиздавался на CD лейблом Infinite Fog Productions |
| 2000 | Neurotransmitter Actions (совместно с Sshe Retina Stimulants) | CD-R                                                      | Loud! & Solipsism           | Не переиздавался |
| 2000 | Toroidal Body                                                 | 7" + CD-R                                                 | Eibon Records & Pre Feed    | Не переиздавался |
| 2001 | Retrovirus                                                    | CD-R                                                      | Afe Records                 | Не переиздавался |
| 2001 | Survival Tools                                                | CD-R                                                      | Cohort Records              | Переиздавалось этим же лейблом на том же носителе в 2005 году |
| 2001 | The Harrow                                                    | CD                                                        | AVA/ES1-Reset               | Переиздавался на CD в 2007 году совместно двумя лейблами: Ewers Tonkunst & Indiestate Distribution |
| 2001 | Xela                                                          | CD                                                        | Waystyx                     | Этим же лейблом, на этом же носителе переиздавался в 2002 году. Переиздавался на виниле лейблом Power & Steel в 2017 году |
| 2003 | Planar Energy                                                 | 7"                                                        | SmallVoices                 | Не переиздавался |
| 2005 | Idio Blast (совместно с Astro)                                | CD                                                        | Insofar Vapor Bulk          | Переиздавался на CD лейблом Power & Steel в 2012 году |
| 2005 | Kosmodrom                                                     | CD                                                        | Waystyx                     | Переиздавалось этим же лейблом в 2006 году в подарочном, CD + CD Extra Tracks издании |
| 2005 | Reset                                                         | CD + книга "Rebis Periferiche" (автор книги Tommaso Lisa) | Old Europa Cafe             | Чуть позже, в этом же году и этим же лейблом был переиздан с дополнительным CD снабжённый бонус-треками |
| 2006 | Unification Ver. 0.5α                                         | CD-R                                                      | Old Europa Cafe             | Не переиздавался |
| 2006 | Sound Sources                                                 | Веб-релиз                                                 | Radical Matters             | Не переиздавался |
| 2007 | Storage Disk 1                                                | CD                                                        | Waystyx                     | Не переиздавался |
| 2008 | Storage Disk 2                                                | CD                                                        | Waystyx                     | Не переиздавался |
| 2008 | Remote                                                        | Веб-релиз                                                 | Самиздат                    | Не переиздавался |
| 2009 | CMASA                                                         | CD                                                        | Power & Steel               | Не переиздавался |
| 2010 | Quaternion                                                    | Веб-релиз                                                 | Самиздат                    | Переиздавался на CD лейблом Alone at Last в 2017 году |
| 2011 | Raw Data                                                      | CD-R                                                      | taâlem                      | Не переиздавался |
| 2011 | Chronoland                                                    | CD                                                        | Power & Steel               | Не переиздавался |
| 2013 | Death Odors III                                               | Веб-релиз                                                 |                             | Не переиздавался |
| 2015 | Cephus                                                        | CD                                                        | bad-sector.com              | |
| 2016 | Storage Disk 3                                                | CD                                                        | bad-sector.com              | |
| 2022 | Yela                                                          | Кассета                                                   | Luce Sia                    | |

## Рецензии на альбомы
- Xela и Transponder
- The Harrow, Jesus Blood и Kosmodrom
- Dolmen Factory, Polonoid, The Harrow и Kosmodrom (недоступная ссылка)
- Reset: Rebis Periferiche (недоступная ссылка)
- Neurotransmitter Actions (недоступная ссылка)
- Kosmodrom